# Església dels Dolors (Vic)
L'Església dels Dolors és una església barroca de Vic (Osona) protegida com a Bé Cultural d'Interès Local.

## Descripció
Església d'època barroca que fou construïda a començaments del segle xviii per l'arquitecte Josep Morató i Soler.
L'església, situada entre dos habitatges, consta d'una sola nau. La seva façana principal presenta diverses finestres i una roseta sobre la porta principal. Aquesta és confrontada amb un gran frontó semicircular trencat, amb florons al centre, i una inscripció. A l'interior trobem un retaule barroc (reproduït fidelment després de la destrucció durant la Guerra Civil) i una imatge de la Mare de Déu dels Dolors que són obres de l'escultor Vicenç Real (1760). La decoració pictòrica de l'església fou realitzada pels germans Sala i Josep Gallés l'any 1887.

## Història
L'església dels Dolors és la seu de la Congregació dels Dolors, que cada Diumenge de Rams (o el dimarts següent si el Diumenge de Rams plou) organitza, pels carrers del centre històric de Vic, la tradicional processó dels Dolors, coneguda com a Processó dels armats o Processó del silenci. El 2025 la Congregació va celebrar el seu 275 aniversari. El 18 de setembre del 2024 farà 300 anys de l'inici de la construcció d'aquesta església. El 2025, la dita congregació va rebre la Creu de Sant Jordi.
Aquesta església conserva també l'orgue del segle xix. Durant la Guerra Civil foren malmesos els tubs, però se'n conservà el mecanisme i el moble. Recentment, s'ha restaurat del tot i torna a funcionar. Es creu que podria ser una part d'un orgue més gran.
A l'església dels Dolors s'hi conserven alguns retaules procedents d'altres esglésies.
També es té cura del Sant Crist de l'Hospital de la Santa Creu, traslladat des del seu emplaçament original en ocasió de la seva dessacralització arran de convertir l'espai originari en l'actual paranimf de la Universitat de Vic.